# Ліки для бабусі
Лі́ки для бабу́сі (рос. Лекарство для бабушки) — українсько-російський серіал.

## Сюжет
Соня — скромна, чесна і непримітна студентка філологічного факультету педагогічного університету. Несподівано для всіх вона підкорила серце видного молодика, успішного бізнесмена Жені Писарева.

## У ролях
- Аглая Шиловська — Соня Ковальова
- Костянтин Крюков — Женя Писарєв
- Катерина Васильєва — баба Люба
- Євгенія Гладій — Вероніка
- Валерія Ходос — Лєна
- Тала Калатай — Лєра
- Надія Кондратовська — Марта Василівна
- Дмитро Суржиков — Ігор, чоловік Лєри
- Тетяна Шеліга — Марія Семенівна, мати Павлика (немає в титрах)
- Микола Боклан — Юрій Глібович
- Віктор Демерташ — Петро Фокін
- Алла Мартинюк — секретар Світлана (немає в титрах)
- Ірина Мельник — Світлана Володимирівна, мати Кості (немає в титрах)

## Цікаві факти
- Хоча дія відбувається у Росії, серіал значною мірою знято у Києві. Сцени в «педагогічному університеті» відзнято у Червоному корпусі КНУ ім. Т. Шевченка. Машина Жені Писарева на київських вулицях має російські номери.